# Kurt Lück

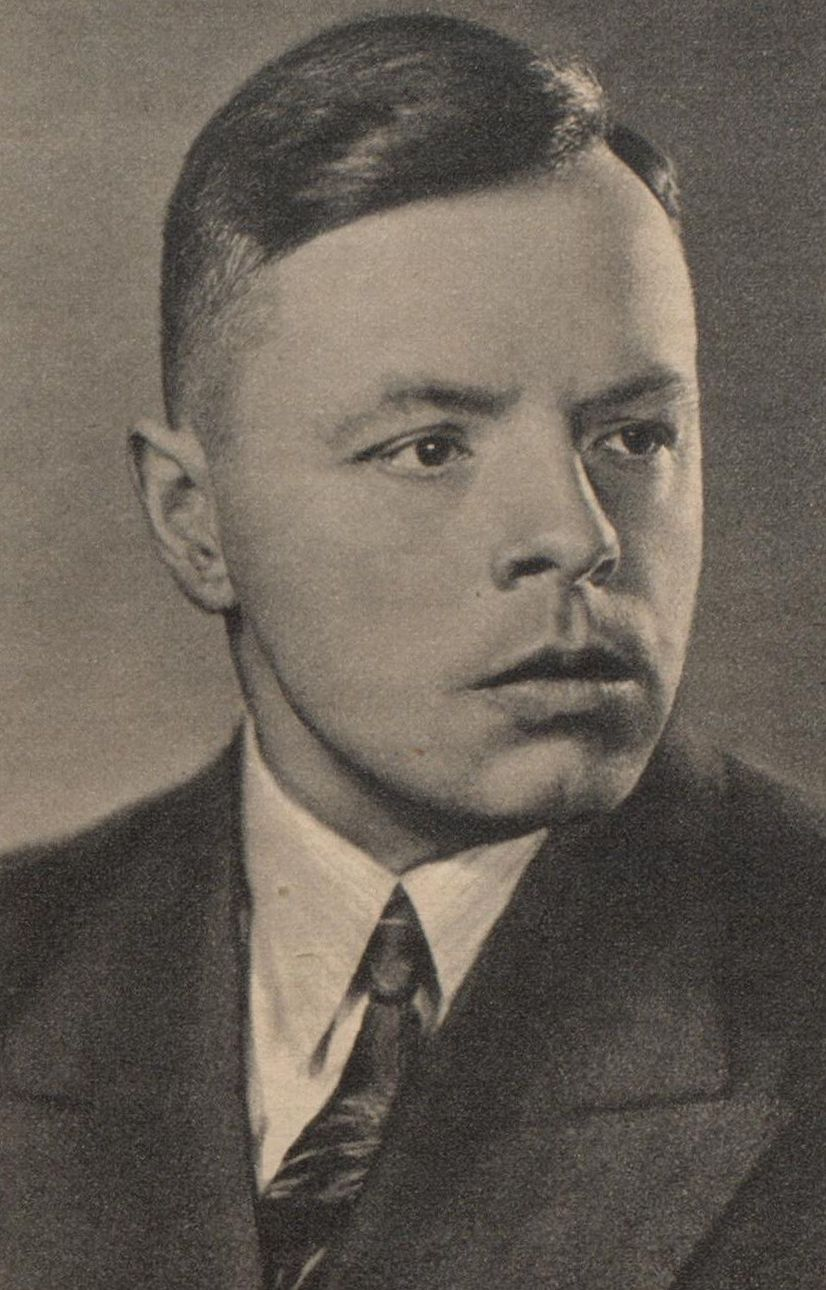
Kurt Lück, ca. 1938

Kurt Lück (* 28. Dezember 1900 in Colmar, Provinz Posen; † 5. März 1942 bei Orscha, Weißrussische Sozialistische Sowjetrepublik) war ein deutscher Volkskundler, Aktivist der deutschen Minderheit in Polen und SS-Obersturmbannführer.

## Leben
Nach Ablegung des Notabiturs 1918 beteiligte er sich an den Kämpfen deutscher und polnischer Verbände um die Stadt Schneidemühl. Ein Jahr später verließ er Polen und studierte an der Universität Breslau Slawistik, Anglistik und Germanistik. Das Studium schloss er 1924 mit einer Dissertation über die Bauern im polnischen Roman des 19. Jahrhunderts ab.
Anschließend kehrte er nach Polen zurück, wo er an der Universität Posen ein Zweitstudium der Volkswirtschaft aufnahm und zeitweise als Übersetzer arbeitete. Daneben engagierte er sich in den vom Deutschen Reich heimlich finanzierten deutschen Minderheitenorganisationen und versuchte, schlagkräftige deutsche Genossenschaftsorganisationen in Luzk in Wolhynien aufzubauen.
Nach 1934 übernahm er wichtige Funktionen innerhalb der deutschen Minderheit in Großpolen, unter anderem als Geschäftsführer der Historischen Gesellschaft für Posen und als Herausgeber der Deutschen Monatshefte in Polen. Er fungierte zudem als Vertrauensmann zu reichsdeutschen Organisationen, unter anderem als Mitglied der Nord- und Ostdeutschen Forschungsgemeinschaft. Die polnischen Behörden verhafteten ihn wegen seiner Aktivitäten mehrmals, zuletzt kurz nach Kriegsausbruch 1939. Nach dem deutschen Überfall auf Polen wurde Lück Mitglied des Volksdeutschen Selbstschutzes, der sich aktiv an der Verfolgung und Ermordung der polnischen Intelligenz beteiligte.
Ab November 1939 verfasste Lück regelmäßig politische Leitartikel im Ostdeutschen Beobachter, dem Zentralorgan der NSDAP im Wartheland. Als Leiter der sogenannten Gräberzentrale dokumentierte er die Verfolgung der Volksdeutschen durch Polen und trug zur propagandistischen Überhöhung der Opferzahlen bei. Am 16. Dezember 1940 beantragte er die Aufnahme in die NSDAP und wurde zum 1. August 1941 aufgenommen (Mitgliedsnummer 8.434.486). Als SS-Hauptsturmführer wirkte er aktiv bei der Umsiedlung der deutschen Minderheiten aus Osteuropa ins Wartheland mit.
Eine Verbindung zu Reinhard Heydrichs SD wird vermutet, ist bisher aber nicht nachgewiesen. Nach dem deutschen Überfall auf die Sowjetunion 1941 meldete sich Lück freiwillig zur Wehrmacht. Im März 1942 wurde er bei einer „Säuberungsaktion“ im Mittelabschnitt der Ostfront als Sonderführer von sowjetischen Partisanen erschossen.

## Wissenschaftliche Tätigkeit
In seiner wissenschaftlichen Arbeit verband Lück geschichtswissenschaftliche und volkskundliche Aspekte mit einer aktiven Feldforschung. Polnische Arbeiten bezog er in seine Studien mit ein, betonte jedoch jederzeit die vermeintliche Überlegenheit der deutschen Kultur. Der Materialreichtum der Werke macht sie bis heute als Quellensammlung nützlich; allerdings sollte der völkisch-nationale Ansatz immer berücksichtigt werden.
Lück stellte in einem ausführlichen Werk im Jahr 1934 die „maximale“ Ausdehnung der deutschen Besiedlung in den polnischen Karpaten im 15. Jahrhundert vor. Seine Kriterien waren dabei sehr weit gesteckt und tendenziös; beispielsweise bezeichnete er das Dorf Rogóżno bei Łańcut aufgrund des Nachnamens eines einzigen Bewohners (Jakób Kielb) als deutsch.
Der britische Historiker Michael Burleigh charakterisierte Lück als „durch und durch zuverlässigen Nazi-Historiker“ (thoroughly reliable Nazi historian).

## Auszeichnungen
- 1937: Johann-Gottfried-Herder-Preis

## Schriften
- Die deutschen Siedlungen im Cholmer und Lubliner Land. Plauen 1933.
- Deutsche Aufbaukräfte in der Entwicklung Polens. Forschungen zur deutsch-polnischen Nachbarschaft im ostmitteleuropäischen Raum, Plauen 1934.
- Die Geschichte des Deutschtums in Chodziez (Kolmar) und Umgebung. In: Kurt Lück, Alfred Lattermann (Hrsg.): Unsere Heimat. Volkstümliche Schriftenreihe zur Förderung der deutschen Heimatbildung und Familienüberlieferung in Polen. Heft 1. Posen, 1937.
- Der Mythos vom Deutschen in der polnischen Volksüberlieferung und Literatur. Ostdeutsche Forschungen Bd. 7. Posen 1938, 2. Auflage 1943.
- Der Lebenskampf im deutsch-polnischen Grenzraum. Berlin 1940 (=Schriftenreihe der NSDAP, Gruppe VII, Bd. 4).
- Volksdeutsche Soldaten unter Polens Fahnen. Tatsachenberichte von der anderen Front aus dem Feldzug der 18 Tage. Berlin 1940.
- Deutsche Gestalter und Ordner im Osten. Posen 1940, 2. Auflage 1943.
- mit Viktor Kauder: Deutsch-Polnische Nachbarschaft. Lebensbilder deutscher Helfer in Polen. Veröffentlichungen des Göttinger Arbeitskreises, 178. Holzner Verlag, Würzburg 1957.